# 恒向线

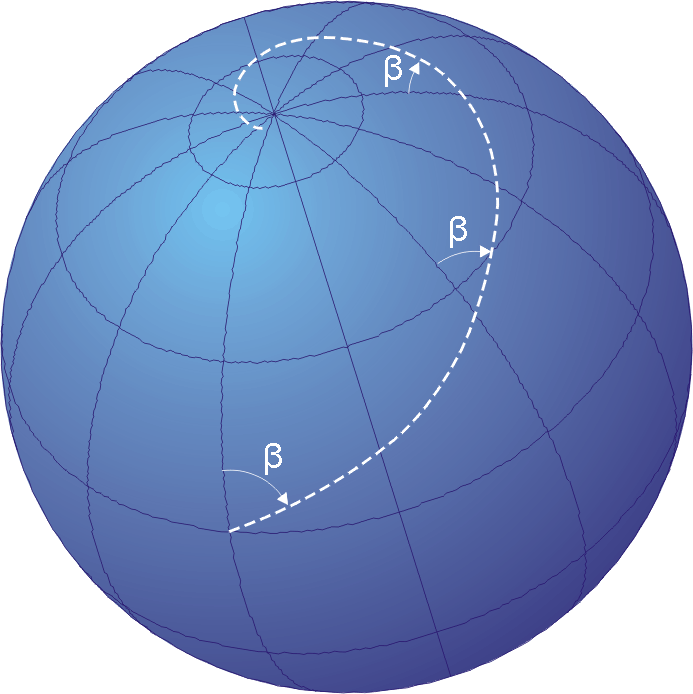
一条恒向线，绕向北极点

恒向线（英語：rhumb line），别称方位线、兰姆线、罗盘方位线、等角线、恒定方向线、等方位线、墨卡托航线等，指的是地球上与任意经线交角相等的一条弧线，沿着该线行进时真北总位于相同的方位。航海时，大圆航线是地球上理论中两点间最短的路线，但这也意味着航行过程中要不断调整行进方向，水手为了方便起见会采用恒向线近似之。